# Aquiaulne
L'Aquiaulne est un cours d'eau français qui coule dans les départements du Loiret et du Cher. C'est un affluent de la Loire en rive gauche.

## Géographie
L'Aquiaulne présente une longueur de 30,9 kilomètres. Il prend sa source dans la commune de Cernoy-en-Berry, à une altitude de 211 m, et se jette dans la Loire, dans la commune de Lion-en-Sullias, à une altitude de 116 m. Le cours d'eau présente ainsi une pente hydraulique de 3,1 mm/m. Il s'écoule globalement de l’est vers l'ouest.

### Communes traversées
L'Aquiaulne traverse 6 communes, soit d'amont en aval : Cernoy-en-Berry (45), Blancafort (Cher), Autry-le-Châtel, Coullons, Saint-Gondon, Lion-en-Sullias (Loiret)

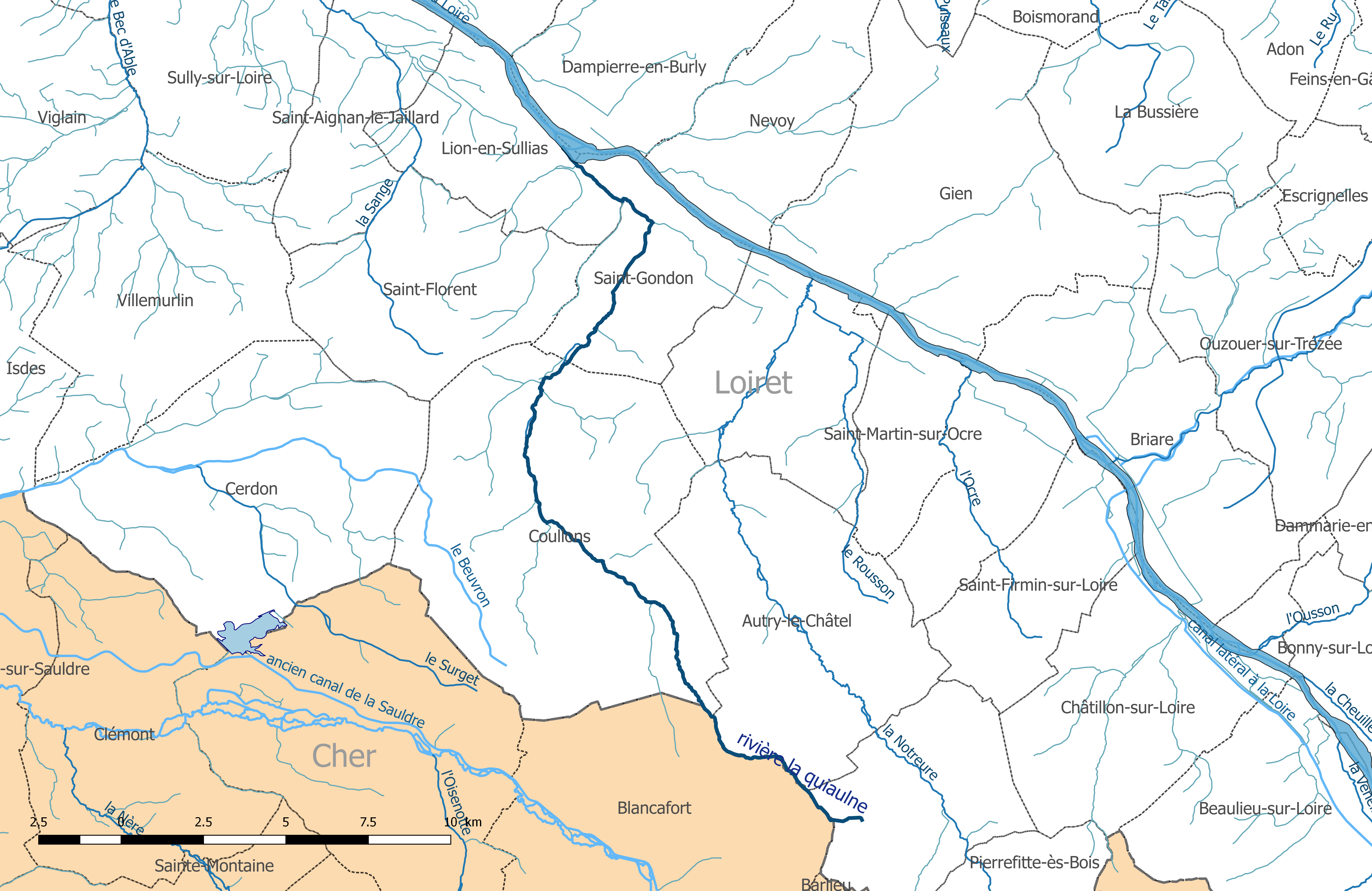
Cours d'eau l'Aquiaulne.

### Bassin versant
Son bassin versant correspond à la zone hydrographique « l'Aquiaulne & ses affluents (K421) », au sein du bassin DCE plus large « La Loire, les cours d'eau côtiers vendéens et bretons ». Ce dernier s'étend sur 147 km2. Il est constitué à 74.08 % de « territoires agricoles », 23.09 % de « forêts et milieux semi-naturels » et à 2.41 % de « territoires artificialisés ».

### Affluents
- PK: 984706 | (K4214500)[4]
- PK: 988344 | (K4214001)[5]
- PK: 989584 | (K4215500)[6]
- PK: 999281 | la Ronce (K4217000)[7]
- PK: 997276 | (K42-0301)[8]

## Pêche et peuplements piscicoles
La catégorie piscicole est un classement juridique des cours d'eau en fonction des groupes de poissons dominants. Un arrêté réglementaire préfectoral permanent reprend l’ensemble des dispositions applicables en matière de pêche dans le département du Loiret en les différenciant selon les catégories piscicoles. Rivière l'Aquiaulne est classé en deuxième catégorie, c'est-à-dire que l'espèce biologique dominante est constituée essentiellement de poissons blancs (cyprinidés) (donc rivière cyprinicole) et de carnassiers (brochet, sandre et perche).

## Milieux naturels
La « Vallée de l'Aquiaulne » est une ZNIEFF de type 2 qui couvre une superficie de 473 hectares. Cette zone s'étend sur deux communes : Coullons et Saint-Gondon. Son altitude varie entre 127 et 154 m. L'Aquiaulne descend du Berry Orléanais pour rejoindre la Loire au niveau de Saint-Gondon. Son parcours entre le plateau et le Val de Loire est relativement court. Son vallon, ample, est tapissé d'un mélange complexe de colluvions et d'alluvions variées provenant des terrains environnants : argiles à silex plus ou moins acides, calcaires. L'occupation du sol répond à cette diversité des sols : c'est une mosaique de milieux de taille très variable (bois marécageux, prairies naturelles plus ou moins humides) avec un très fort intérêt botanique (Equisetum sylvaticum, Chrysosplenium oppositifolium, Maianthemum bifolium) et entomologique (Leucorrhinia caudalis, le damier de la succise (Euphydryas aurinia)).

## Gouvernance

### Échelle du bassin
En France, la gestion de l’eau, soumise à une législation nationale et à des directives européennes, se décline par bassin hydrographique, au nombre de sept en France métropolitaine, échelle cohérente écologiquement et adaptée à une gestion des ressources en eau. L'Aquiaulne est sur le territoire du bassin Loire-Bretagne et l'organisme de gestion à l'échelle du bassin est l'agence de l'eau Loire-Bretagne.

### Échelle locale
En 2017, l'Aquiaulne n'était pas gérée au niveau local par un syndicat intercommunal.

### Inventaire national du patrimoine naturel
1. ↑  « ZNIEFF 240003883 - Vallée de l'Aquiaulne - fiche de synthèse » (consulté le 25 août 2015).
2. ↑  « ZNIEFF 240003883 - Vallée de l'Aquiaulne - fiche descriptive. » (consulté le 25 août 2015).

### Site de la Direction régionale de l'environnement, de l'aménagement et du logement Centre-Val de Loire
1. ↑  « Découpage communal de la ZNIEFF 240003883 - Vallée de l'Aquiaulne » (consulté le 25 août 2015).

### Autres sources
1. 1 2 3 4  Sandre, « Fiche cours d'eau - l'Aquiaulne (K4214000) » (consulté le 1er avril 2018).
2. ↑  « Localisation de la source du cours d'eau », sur Géoportail.fr (consulté le 1er avril 2018).
3. ↑  « Localisation de la confluence du cours d'eau », sur Géoportail.fr (consulté le 1er avril 2018).
4. ↑  Sandre, « Fiche cours d'eau - Cours d'eau (K4214500) » (consulté le 43190).
5. ↑  Sandre, « Fiche cours d'eau - Cours d'eau (K4214000) » (consulté le 43191).
6. ↑  Sandre, « Fiche cours d'eau - Cours d'eau (K4215500) » (consulté le 43192).
7. ↑  Sandre, « Fiche cours d'eau - Cours d'eau la Ronce (K4217000) » (consulté le 43193).
8. ↑  Sandre, « Fiche cours d'eau - Cours d'eau (K42-030)) » (consulté le 43194).
9. ↑  « Arrêté préfectoral du 20 décembre 2016  relatif à l'exercice de la pêche en eau douce dans le département du Loiret. », sur loiret.gouv.fr (consulté le 1er avril 2018).
10. ↑  « Carte du bassin Loire-Bretagne », sur donnees.centre.developpement-durable.gouv.fr (consulté le 31 mars 2018).
11. ↑  « Syndicats de rivière dans le département du Loiret », sur geoloiret.com, avril 2017 (consulté le 1er avril 2018).